# Ван дер Харт, Кор
Корнелис (Кор) ван дер Харт (нидерл. Cornelis "Cor" van der Hart; 25 января 1928, Амстердам — 12 декабря 2006, Амстелвен, Северная Голландия) — нидерландский футболист, игравший на позициях полузащитника и защитника, и футбольный тренер.
Начинал карьеру в клубе «Фокке», а в 1943 году перешёл в юношескую команду «Аякса». В основном составе дебютировал в 1947 году и в первом же сезоне выиграл с клубом титул чемпиона Нидерландов. В 1950 году перешёл во французский «Лилль», став одним из первых нидерландских футболистов, сменивших любительский статус на профессиональный. В составе «Лилля» выступал на протяжении четырёх сезонов, выиграл с командой кубок и чемпионат Франции. В 1954 году вернулся в Нидерланды, став игроком клуба «Фортуна '54», первого профессионального клуба в стране. За 12 сезонов он сыграл 331 матч и забил 14 голов в чемпионате, дважды с клубом становился обладателем Кубка Нидерландов. В 1966 году завершил игровую карьеру в возрасте 38 лет.
С 1955 по 1961 год был одним из ведущих игроков сборной Нидерландов, провёл в её составе 44 матча и забил 2 гола — в 26 встречах был капитаном сборной.
После завершения карьеры игрока начал тренерскую деятельность. С 1973 по 1974 год был ассистентом в сборной Нидерландов, сначала при Франтишеке Фадргонце, а затем при Ринусе Михелсе. В качестве главного тренера возглавлял различные нидерландские клубы, включая АЗ'67, с которым выиграл Кубок Нидерландов в 1978 году. Тренерскую карьеру завершил в турецком «Сарыере» в 1990 году.

## Личная жизнь
Отец — Корнелис ван дер Харт, мать — Яннетье Матье Вролейк. Родители были родом из Амстердама, они поженились в июле 1921 года — на момент женитьбы отец был рабочим. В их семье воспитывалось ещё четверо дочерей.
Женился в возрасте двадцати шести лет — его супругой стала Нетти Виллемс, уроженка Маастрихта. Церемония бракосочетания состоялась 22 октября 1956 года в приходской церкви Святого Ламберта в Маастрихте. Свадебную церемонию посетил главный тренер сборной Фридрих Доненфельд, а также партнёры по команде Барт Карлир, Ян Ноттерманс и Франс де Мюнк.
У супругов родилось трое детей: сыновья Кор и Рой, дочь Эллен. В мае 1959 года, когда Нетти родила второго сына, Кор находился в расположении сборной и готовился к матчу с болгарами в Софии. Его старший сын, Кор, стал хирургом-ортопедом — он был консультантом в «Аяксе», а также в нескольких спортивных ассоциациях, включая Королевский футбольный союз Нидерландов. Внук, Микки ван дер Харт (сын Роя), стал футбольным вратарём. С 2023 года он является игроком клуба «Херенвен».
Умер 12 декабря 2006 года в Амстелвене в возрасте 78 лет.

## Достижения

### В качестве игрока
«Аякс»
- Чемпион Нидерландов: 1946/47

«Лилль»
- Чемпион Франции: 1953/54
- Обладатель Кубка Франции: 1952/53

«Фортуна '54»
- Обладатель Кубка Нидерландов (2): 1956/57, 1963/64

### В качестве тренера
«Стандард»
- Обладатель Кубка Бельгийской лиги[англ.]: 1975

АЗ'67
- Обладатель Кубка Нидерландов: 1977/78

«Видад»
- Обладатель Кубка Марокко: 1988/89
- Победитель Арабской лиги чемпионов: 1989

## Статистика выступлений

### Клубная карьера
| Клуб             | Сезон            | Лига | Лига | Кубок | Кубок | Европейские кубки | Европейские кубки | Прочие | Прочие | Итого | Итого |
| Клуб             | Сезон            | Игры | Голы | Игры  | Голы  | Игры              | Голы              | Игры   | Голы   | Игры  | Голы  |
| ---------------- | ---------------- | ---- | ---- | ----- | ----- | ----------------- | ----------------- | ------ | ------ | ----- | ----- |
| Аякс             | 1946/47          | 14   | 0    |       |       |                   |                   |        |        | 14    | 0     |
| Аякс             | 1947/48          | 13   | 0    |       |       |                   |                   |        |        | 13    | 0     |
| Аякс             | 1948/49          | 19   | 0    | ?     | ?     |                   |                   |        |        | 19    | 0     |
| Аякс             | 1949/50          | 28   | 4    |       |       |                   |                   |        |        | 28    | 4     |
| Аякс             | Итого            | 74   | 4    | ?     | ?     |                   |                   |        |        | 74    | 4     |
| Лилль            | 1950/51          | 19   | 2    | ?     | 0     |                   |                   |        |        | 19    | 2     |
| Лилль            | 1951/52          | 33   | 1    | ?     | 0     |                   |                   |        |        | 33    | 1     |
| Лилль            | 1952/53          | 33   | 0    | ?     | 0     |                   |                   |        |        | 33    | 0     |
| Лилль            | 1953/54          | 31   | 2    | ?     | 0     |                   |                   | 2      | 0      | 31    | 2     |
| Лилль            | Итого            | 114  | 5    | 9     | 0     |                   |                   | 2      | 0      | 125   | 5     |
| Фортуна '54      | 1954/55          | 26   | 1    |       |       |                   |                   |        |        | 26    | 1     |
| Фортуна '54      | 1955/56          | 33   | 3    |       |       |                   |                   |        |        | 33    | 3     |
| Фортуна '54      | 1956/57          | 32   | 2    | ?     | 0     |                   |                   |        |        | 32    | 2     |
| Фортуна '54      | 1957/58          | 33   | 4    | ?     | 0     |                   |                   |        |        | 33    | 4     |
| Фортуна '54      | 1958/59          | 29   | 1    | ?     | 1     |                   |                   |        |        | 29    | 2     |
| Фортуна '54      | 1959/60          | 33   | 1    |       |       |                   |                   |        |        | 33    | 1     |
| Фортуна '54      | 1960/61          | 31   | 1    | ?     | 0     |                   |                   |        |        | 31    | 1     |
| Фортуна '54      | 1961/62          | 23   | 0    | ?     | 0     |                   |                   |        |        | 23    | 0     |
| Фортуна '54      | 1962/63          | 18   | 0    | ?     | 0     |                   |                   |        |        | 18    | 0     |
| Фортуна '54      | 1963/64          | 25   | 0    | ?     | 0     |                   |                   |        |        | 25    | 0     |
| Фортуна '54      | 1964/65          | 29   | 0    | ?     | 0     | 2                 | 0                 |        |        | 31    | 0     |
| Фортуна '54      | 1965/66          | 19   | 1    | ?     | 0     | 6                 | 0                 |        |        | 25    | 1     |
| Фортуна '54      | Итого            | 331  | 14   | ?     | 1     | 8                 | 0                 |        |        | 339+  | 15    |
| Всего за карьеру | Всего за карьеру | 519  | 23   | ?     | ?     | 8                 | 0                 | 2      | 0      | 538+  | 24    |

### Выступления за сборную
| Сборная          | Год              | Отборочные матчи ЧМ | Отборочные матчи ЧМ | Товарищеские матчи | Товарищеские матчи | Итого | Итого |
| Сборная          | Год              | Игры                | Голы                | Игры               | Голы               | Игры  | Голы  |
| ---------------- | ---------------- | ------------------- | ------------------- | ------------------ | ------------------ | ----- | ----- |
| Нидерланды       | 1955             |                     |                     | 7                  | 1                  | 7     | 1     |
| Нидерланды       | 1956             |                     |                     | 7                  | 1                  | 7     | 1     |
| Нидерланды       | 1957             | 4                   | 0                   | 4                  | 0                  | 8     | 0     |
| Нидерланды       | 1958             |                     |                     | 6                  | 0                  | 6     | 0     |
| Нидерланды       | 1959             |                     |                     | 7                  | 0                  | 7     | 0     |
| Нидерланды       | 1960             |                     |                     | 6                  | 0                  | 6     | 0     |
| Нидерланды       | 1961             | 1                   | 0                   | 2                  | 0                  | 3     | 0     |
| Всего за карьеру | Всего за карьеру | 5                   | 0                   | 39                 | 2                  | 44    | 2     |

### Матчи ван дер Харта за сборную Нидерландов
| Матчи ван дер Харта за сборную Нидерландов | Матчи ван дер Харта за сборную Нидерландов | Матчи ван дер Харта за сборную Нидерландов | Матчи ван дер Харта за сборную Нидерландов | Матчи ван дер Харта за сборную Нидерландов | Матчи ван дер Харта за сборную Нидерландов |
| ------------------------------------------ | ------------------------------------------ | ------------------------------------------ | ------------------------------------------ | ------------------------------------------ | ------------------------------------------ |
| №                                          | Дата                                       | Соперник                                   | Счёт                                       | Голы ван дер Харта                         | Соревнование                               |
| 1                                          | 13 марта 1955                              | Дания                                      | 1:1                                        | —                                          | Товарищеский матч                          |
| 2                                          | 3 апреля 1955                              | Бельгия                                    | 1:0                                        | —                                          | Товарищеский матч                          |
| 3                                          | 1 мая 1955                                 | Ирландия                                   | 0:1                                        | —                                          | Товарищеский матч                          |
| 4                                          | 19 мая 1955                                | Швейцария                                  | 4:1                                        | —                                          | Товарищеский матч                          |
| 5                                          | 16 октября 1955                            | Бельгия                                    | 2:2                                        | —                                          | Товарищеский матч                          |
| 6                                          | 6 ноября 1955                              | Норвегия                                   | 3:0                                        | —                                          | Товарищеский матч                          |
| 7                                          | 16 ноября 1955                             | Саар                                       | 2:1                                        | 1                                          | Товарищеский матч                          |
| 8                                          | 14 марта 1956                              | ФРГ                                        | 2:1                                        | —                                          | Товарищеский матч                          |
| 9                                          | 8 апреля 1956                              | Бельгия                                    | 1:0                                        | —                                          | Товарищеский матч                          |
| 10                                         | 10 мая 1956                                | Ирландия                                   | 1:4                                        | —                                          | Товарищеский матч                          |
| 11                                         | 6 июня 1956                                | Саар                                       | 3:2                                        | —                                          | Товарищеский матч                          |
| 12                                         | 15 сентября 1956                           | Швейцария                                  | 3:2                                        | —                                          | Товарищеский матч                          |
| 13                                         | 14 октября 1956                            | Бельгия                                    | 3:2                                        | —                                          | Товарищеский матч                          |
| 14                                         | 4 ноября 1956                              | Дания                                      | 2:2                                        | —                                          | Товарищеский матч                          |
| 15                                         | 30 января 1957                             | Испания                                    | 1:5                                        | —                                          | Товарищеский матч                          |
| 16                                         | 20 марта 1957                              | Люксембург                                 | 4:1                                        | —                                          | Чемпионат мира 1958 (отбор)                |
| 17                                         | 3 апреля 1957                              | ФРГ                                        | 1:2                                        | —                                          | Товарищеский матч                          |
| 18                                         | 28 апреля 1957                             | Бельгия                                    | 1:1                                        | —                                          | Товарищеский матч                          |
| 19                                         | 26 мая 1957                                | Австрия                                    | 2:3                                        | —                                          | Чемпионат мира 1958 (отбор)                |
| 20                                         | 11 сентября 1957                           | Люксембург                                 | 5:2                                        | —                                          | Чемпионат мира 1958 (отбор)                |
| 21                                         | 25 сентября 1957                           | Австрия                                    | 1:1                                        | —                                          | Чемпионат мира 1958 (отбор)                |
| 22                                         | 17 ноября 1957                             | Бельгия                                    | 5:2                                        | —                                          | Товарищеский матч                          |
| 23                                         | 13 апреля 1958                             | Бельгия                                    | 7:2                                        | —                                          | Товарищеский матч                          |
| 24                                         | 23 апреля 1958                             | Нидерландские Антильские острова           | 8:1                                        | —                                          | Товарищеский матч                          |
| 25                                         | 4 мая 1958                                 | Турция                                     | 1:2                                        | —                                          | Товарищеский матч                          |
| 26                                         | 28 сентября 1958                           | Бельгия                                    | 3:2                                        | 1                                          | Товарищеский матч                          |
| 27                                         | 15 октября 1958                            | Дания                                      | 5:1                                        | —                                          | Товарищеский матч                          |
| 28                                         | 2 ноября 1958                              | Швейцария                                  | 2:0                                        | —                                          | Товарищеский матч                          |
| 29                                         | 19 апреля 1959                             | Бельгия                                    | 2:2                                        | —                                          | Товарищеский матч                          |
| 30                                         | 10 мая 1959                                | Турция                                     | 0:0                                        | —                                          | Товарищеский матч                          |
| 31                                         | 13 мая 1959                                | Болгария                                   | 2:3                                        | —                                          | Товарищеский матч                          |
| 32                                         | 27 мая 1959                                | Шотландия                                  | 1:2                                        | —                                          | Товарищеский матч                          |
| 33                                         | 4 октября 1959                             | Бельгия                                    | 9:1                                        | —                                          | Товарищеский матч                          |
| 34                                         | 21 октября 1959                            | ФРГ                                        | 0:7                                        | —                                          | Товарищеский матч                          |
| 35                                         | 4 ноября 1959                              | Норвегия                                   | 7:1                                        | —                                          | Товарищеский матч                          |
| 36                                         | 18 мая 1960                                | Швейцария                                  | 1:3                                        | —                                          | Товарищеский матч                          |
| 37                                         | 26 июня 1960                               | Мексика                                    | 1:3                                        | —                                          | Товарищеский матч                          |
| 38                                         | 29 июня 1960                               | Нидерландские Антильские острова           | 0:0                                        | —                                          | Товарищеский матч                          |
| 39                                         | 3 июля 1960                                | Суринам                                    | 4:3                                        | —                                          | Товарищеский матч                          |
| 40                                         | 2 октября 1960                             | Бельгия                                    | 4:1                                        | —                                          | Товарищеский матч                          |
| 41                                         | 30 октября 1960                            | Чехословакия                               | 0:4                                        | —                                          | Товарищеский матч                          |
| 42                                         | 22 марта 1961                              | Бельгия                                    | 6:2                                        | —                                          | Товарищеский матч                          |
| 43                                         | 19 апреля 1961                             | Мексика                                    | 1:2                                        | —                                          | Товарищеский матч                          |
| 44                                         | 30 апреля 1961                             | Венгрия                                    | 0:3                                        | —                                          | Чемпионат мира 1962 (отбор)                |

Итого: 44 матча / 2 гола; 22 победы, 8 ничьих, 14 поражений.